# Chelsea Football Club 2015-2016
Questa voce raccoglie le informazioni riguardanti il Chelsea Football Club nelle competizioni ufficiali della stagione 2015-2016.

## Stagione

### Campionato
La stagione seguente al titolo per il Chelsea fu difficile. Iniziò in salita a seguito di diverse sconfitte e pareggi in partite sulla carta semplici e il 17 dicembre 2015 venne esonerato il tecnico José Mourinho, a cui fece seguito per una partita Steve Holland (fino al 19 dicembre) e poi Guus Hiddink fino a fine stagione che provò a risollevare la stagione con alcuni buoni risultati a cui seguirono però anche altre partite non all'altezza. Il Chelsea col pareggio contro i neo campioni del Leicester City all'ultima giornata per 1 a 1 terminò il campionato in decima posizione, fuori dalle qualificazioni alle coppe europee.

### Coppe europee
In Champions League 2015-2016, dopo aver passato al primo posto il girone con 13 punti contro Dynamo Kyïv, Porto e Maccabi Tel Aviv, venne eliminato agli ottavi dal PSG perdendo 2 a 1 entrambe le sfide in casa e trasferta.

### Coppe Nazionali
Il club è stato sconfitto per 1 a 0 dall'Arsenal nel Community Shield 2015, venne eliminato anche ai quarti di Fa Cup 2015-2016 e agli ottavi di League Cup 2015-2016.

## Maglie e sponsor
Confermato lo sponsor tecnico Adidas ma non quello ufficiale, che da quest'anno è Yokohama.
| Casa | Trasferta | Terza maglia | 1ª portiere | 2ª portiere | 3ª portiere |

## Organigramma societario
- Proprietario: Roman Abramovič

Chelsea F.C. plc
- Presidente: Bruce Buck
- Direttori: Ron Gourlay, Marina Granovskaia e Eugene Tenenbaum

Board Esecutivo
- Capo Esecutivo: Ron Gourlay
- Direttore finanziario e operativo: Chris Alexander
- Segretario del club: David Barnard
- Segretario della compagnia: Alan Shaw
- Direttori: Marina Granovskaia e Eugene Tenenbaum

Board Chelsea Football Club
- Direttori: Ron Gourlay, Marina Granovskaia e Eugene Tenenbaum
- Direttore sportivo: Mike Forde
- Direttore tecnico: Michael Emenalo

Altre cariche
- Presidente onorario: Sir Richard Attenborough

Area tecnica
- Manager: José Mourinho (fino al 17 dicembre), Steve Holland (19 dicembre), Guus Hiddink
- Assistenti allenatore: Steve Holland, Rui Faria (fino al 17 dicembre), Silvino Louro (fino al 17 dicembre), José Morais (fino al 17 dicembre), Eddie Newton
- Preparatore dei portieri: Cristophe Lollichon
- Fitness coach: Chris Jones
- Direttore medico: Paco Biosca
- Osservatore squadre avversarie: Mick McGiven
- Capo degli osservatori e di analisi delle partite: James Melbourne
- Capo del settore giovanile: Neil Bath
- Manager squadra under-21: Adi Viveash
- Manager squadra under-18: Joe Edwards

## Rosa
| N. |                                 | Ruolo | Calciatore         |
| -- | ------------------------------- | ----- | ------------------ |
| 1  | Bosnia ed Erzegovina (bandiera) | P     | Asmir Begović      |
| 2  | Serbia (bandiera)               | D     | Branislav Ivanović |
| 4  | Spagna (bandiera)               | C     | Cesc Fàbregas      |
| 5  | Francia (bandiera)              | D     | Kurt Zouma         |
| 6  | Paesi Bassi (bandiera)          | D     | Nathan Aké         |
| 6  | Ghana (bandiera)                | D     | Abdul Rahman Baba  |
| 7  | Brasile (bandiera)              | C     | Ramires            |
| 8  | Brasile (bandiera)              | C     | Oscar              |
| 9  | Colombia (bandiera)             | A     | Radamel Falcao     |
| 10 | Belgio (bandiera)               | C     | Eden Hazard        |
| 11 | Colombia (bandiera)             | C     | Juan Cuadrado      |
| 11 | Brasile (bandiera)              | A     | Alexandre Pato     |
| 12 | Nigeria (bandiera)              | C     | John Obi Mikel     |
| 13 | Belgio (bandiera)               | P     | Thibaut Courtois   |
| 14 | Burkina Faso (bandiera)         | C     | Bertrand Traoré    |

| N. |                        | Ruolo | Calciatore            |
| -- | ---------------------- | ----- | --------------------- |
| 15 | Senegal (bandiera)     | D     | Papy Djilobodji       |
| 16 | Brasile (bandiera)     | A     | Kenedy                |
| 17 | Spagna (bandiera)      | A     | Pedro                 |
| 18 | Francia (bandiera)     | A     | Loïc Rémy             |
| 19 | Spagna (bandiera)      | A     | Diego Costa           |
| 20 | Nigeria (bandiera)     | C     | Victor Moses          |
| 20 | Stati Uniti (bandiera) | D     | Matt Miazga           |
| 21 | Serbia (bandiera)      | C     | Nemanja Matić         |
| 22 | Brasile (bandiera)     | C     | Willian               |
| 24 | Inghilterra (bandiera) | D     | Gary Cahill           |
| 26 | Inghilterra (bandiera) | D     | John Terry (capitano) |
| 27 | Inghilterra (bandiera) | P     | Jamal Blackman        |
| 28 | Spagna (bandiera)      | D     | César Azpilicueta     |
| 32 | Italia (bandiera)      | P     | Marco Amelia          |
| 36 | Inghilterra (bandiera) | C     | Ruben Loftus-Cheek    |

## Calciomercato

### Sessione estiva(dall'1/7 al 31/8)
| Acquisti         | Acquisti           | Acquisti              | Acquisti                |
| R.               | Nome               | da                    | Modalità                |
| ---------------- | ------------------ | --------------------- | ----------------------- |
| P                | Asmir Begović      | Stoke City            | definitivo (11 mln €)   |
| D                | Abdul Rahman Baba  | Augusta               | definitivo (20 mln €)   |
| D                | Papy Djilobodji    | Nantes                | definitivo (3,5 mln €)  |
| D                | Michael Hector     | Reading               | definitivo (5,4 mln €)  |
| C                | Nathan             | Athl. Paranaense      | definitivo (4 mln €)    |
| A                | Radamel Falcao     | Monaco                | prestito (7 mln €)      |
| A                | Kenedy             | Fluminense            | definitivo (8 mln €)    |
| A                | Pedro              | Barcellona            | definitivo (27 mln €)   |
| C                | Marco van Ginkel   | Milan                 | fine prestito           |
| C                | Mohamed Salah      | Fiorentina            | fine prestito           |
| Altre operazioni |                    |                       |                         |
| R.               | Nome               | da                    | Modalità                |
| D                | Cristian Manea     | Viitorul Costanza     | definitivo ( 2,7 mln €) |
| C                | Danilo Pantić      | Partizan              | definitivo ( 0 €)       |
| P                | Matej Delač        | Sarajevo              | fine prestito           |
| D                | Nathaniel Chalobah | Reading               | fine prestito           |
| D                | Tomáš Kalas        | Middlesbrough         | fine prestito           |
| D                | Wallace            | Vitesse               | fine prestito           |
| C                | Christian Atsu     | Bournemouth           | fine prestito           |
| C                | Ulises Dávila      | Vitória Setúbal       | fine prestito           |
| C                | Thorgan Hazard     | Borussia M'gladbach   | fine prestito           |
| C                | Gaël Kakuta        | Rayo Vallecano        | fine prestito           |
| C                | Marko Marin        | Anderlecht            | fine prestito           |
| C                | Josh McEachran     | Vitesse               | fine prestito           |
| C                | Victor Moses       | Stoke City            | fine prestito           |
| C                | Lucas Piazon       | Eintracht Francoforte | fine prestito           |
| C                | Oriol Romeu        | Stoccarda             | fine prestito           |
| A                | Patrick Bamford    | Middlesbrough         | fine prestito           |

| Cessioni         | Cessioni            | Cessioni            | Cessioni                                           |
| R.               | Nome                | a                   | Modalità                                           |
| ---------------- | ------------------- | ------------------- | -------------------------------------------------- |
| P                | Petr Čech           | Arsenal             | definitivo (14 mln €)                              |
| D                | Filipe Luís         | Atlético Madrid     | definitivo (16 mln €)                              |
| C                | Thorgan Hazard      | Borussia M'gladbach | definitivo (8 mln €)                               |
| C                | Gaël Kakuta         | Siviglia            | definitivo (6 mln €)                               |
| C                | Oriol Romeu         | Southampton         | definitivo (7 mln €)                               |
| C                | Nathaniel Chalobah  | Napoli              | prestito oneroso (0,25 mln €)                      |
| C                | Juan Cuadrado       | Juventus            | prestito oneroso (1,8 mln €)                       |
| C                | Mohamed Salah       | Roma                | prestito oneroso (5 mln €) con diritto di riscatto |
| C                | Marco van Ginkel    | Stoke City          | prestito                                           |
| A                | Didier Drogba       |                     | svincolato                                         |
| Altre operazioni |                     |                     |                                                    |
| R.               | Nome                | a                   | Modalità                                           |
| C                | Josh McEachran      | Brentford           | definitivo (1,04 mln €)                            |
| P                | Matej Delač         | Sarajevo            | prestito                                           |
| D                | Nathan Aké          | Watford             | prestito                                           |
| D                | Andreas Christensen | Borussia M'gladbach | prestito                                           |
| D                | Cristian Cuevas     | Sint-Truiden        | prestito                                           |
| D                | Alex Davey          | Peterborough Utd    | rinnovo prestito (fino al 2/1)                     |
| D                | Michael Hector      | Reading             | prestito                                           |
| D                | Tomáš Kalas         | Middlesbrough       | prestito                                           |
| D                | Todd Kane           | N.E.C.              | prestito                                           |
| D                | Cristian Manea      | Mouscron-Péruwelz   | prestito                                           |
| D                | Kenneth Omeruo      | Kasımpaşa           | prestito                                           |
| D                | Wallace             | Carpi               | prestito                                           |
| C                | Victorien Angban    | Sint-Truiden        | prestito                                           |
| C                | Christian Atsu      | Bournemouth         | prestito                                           |
| C                | Lewis Baker         | Vitesse             | prestito                                           |
| C                | Jeremie Boga        | Rennes              | prestito                                           |
| C                | Isaiah Brown        | Vitesse             | prestito                                           |
| C                | Ulises Dávila       | Vitória Setúbal     | prestito                                           |
| C                | Jordan Houghton     | Gillingham          | prestito                                           |
| C                | Marko Marin         | Trabzonspor         | prestito                                           |
| C                | Victor Moses        | West Ham Utd        | prestito                                           |
| C                | Nathan              | Vitesse             | prestito                                           |
| C                | Danilo Pantić       | Vitesse             | prestito                                           |
| C                | Mario Pašalić       | Monaco              | prestito                                           |
| A                | Patrick Bamford     | Crystal Palace      | prestito                                           |
| A                | Islam Feruz         | Hibernian           | prestito                                           |
| A                | Lucas Piazon        | Reading             | prestito                                           |
| A                | Dominic Solanke     | Vitesse             | prestito                                           |

### Sessione invernale(dal 4/1 all'1/2)
| Acquisti         | Acquisti         | Acquisti         | Acquisti               |
| R.               | Nome             | da               | Modalità               |
| ---------------- | ---------------- | ---------------- | ---------------------- |
| D                | Matt Miazga      | N.Y. Red Bulls   | definitivo (4,5 mln €) |
| A                | Alexandre Pato   | Corinthians      | prestito               |
| Altre operazioni |                  |                  |                        |
| R.               | Nome             | da               | Modalità               |
| D                | Alex Davey       | Peterborough Utd | fine prestito          |
| D                | Wallace          | Carpi            | fine prestito          |
| C                | Christian Atsu   | Bournemouth      | fine prestito          |
| C                | Ulises Dávila    | Vitória Setúbal  | fine prestito          |
| C                | Jordan Houghton  | Gillingham       | fine prestito          |
| C                | Marco van Ginkel | Stoke City       | fine prestito          |
| A                | Patrick Bamford  | Crystal Palace   | fine prestito          |
| A                | Islam Feruz      | Hibernian        | fine prestito          |

| Cessioni         | Cessioni         | Cessioni       | Cessioni                     |
| R.               | Nome             | a              | Modalità                     |
| ---------------- | ---------------- | -------------- | ---------------------------- |
| D                | Papy Djilobodji  | Werder Brema   | prestito oneroso (0,2 mln €) |
| C                | Ramires          | Jiangsu Suning | definitivo (28 mln €)        |
| Altre operazioni |                  |                |                              |
| R.               | Nome             | a              | Modalità                     |
| D                | Wallace          | Grêmio         | prestito                     |
| C                | Christian Atsu   | Malaga         | prestito                     |
| C                | Charly Musonda   | Betis          | prestito                     |
| C                | Marco van Ginkel | PSV            | prestito                     |
| C                | Ulises Dávila    | Santos Laguna  | definitivo                   |
| A                | Patrick Bamford  | Norwich City   | prestito                     |

## Risultati

### Premier League

#### Girone di andata
| Arbitro: | Oliver |

|                                   |           |                              |
| Oscar 23’ F. Fernández 30’ (aut.) | Marcatori | 29’ A. Ayew 55’ (rig.) Gomis |

| Arbitro: | Martin Atkinson |

|                                        |           |  |
| Agüero 31’ Kompany 79’ Fernandinho 85’ | Marcatori |  |

| Arbitro: | Mark Clattenburg |

|                  |           |                                           |
| Morrison 36’ 59’ | Marcatori | 20’ Pedro 30’ Diego Costa 42’ Azpilicueta |

| Arbitro: | Craig Pawson |

|            |           |                   |
| Falcao 79’ | Marcatori | 65’ Sako 81’ Ward |

| Arbitro: | Andre Marriner |

|                        |           |           |
| Naismith 17’, 22’, 82’ | Marcatori | 36’ Matić |

| Arbitro: | Mike Dean |

|                                 |           |  |
| Zouma 53’ Chambers 90+1’ (aut.) | Marcatori |  |

| Arbitro: | Martin Atkinson |

|                            |           |                         |
| A. Pérez 42’ Wijnaldum 60’ | Marcatori | 79’ Ramires 86’ Willian |

| Arbitro: | Robert Madley |

|             |           |                              |
| Willian 10’ | Marcatori | 44’ Davis 60’ Mané 72’ Pellè |

| Arbitro: | Roger East |

|                                   |           |  |
| Diego Costa 34’ Hutton 54’ (aut.) | Marcatori |  |

| Arbitro: | Jonathan Moss |

|                        |           |            |
| Zarate 17’ Carroll 79’ | Marcatori | 56’ Cahill |

| Arbitro: | Mark Clattenburg |

|            |           |                               |
| Ramires 4’ | Marcatori | 45’, 74’ Coutinho 83’ Benteke |

| Arbitro: | Anthony Taylor |

|                |           |  |
| Arnautović 53’ | Marcatori |  |

| Arbitro: | Craig Pawson |

|                 |           |  |
| Diego Costa 64’ | Marcatori |  |

| Londra 29 novembre 2015, ore 13.00 CET 14ª giornata | Tottenham      | 0 – 0 referto | Chelsea | White Hart Lane (35.639 spett.)\| Arbitro: \| Michael Oliver \| |
| Arbitro:                                            | Michael Oliver |               |         |                                                                 |

| Arbitro: | Mike Jones |

|  |           |            |
|  | Marcatori | 82’ Murray |

| Arbitro: | Mark Clattenburg |

|                      |           |          |
| Vardy 34’ Mahrez 48’ | Marcatori | 77’ Rémy |

| Arbitro: | Roger East |

|                                        |           |            |
| Ivanovic 5’ Pedro 13’ Oscar 50’ (rig.) | Marcatori | 53’ Borini |

| Arbitro: | Andre Marriner |

|                      |           |                              |
| Diego Costa 32’, 65’ | Marcatori | 42’ (rig.) Deeney 56’ Ighalo |

| Manchester 28 dicembre 2015, ore 18.30 CET 19ª giornata | Manchester Utd  | 0 – 0 referto | Chelsea | Old Trafford (75.275 spett.)\| Arbitro: \| Martin Atkinson \| |
| Arbitro:                                                | Martin Atkinson |               |         |                                                               |

#### Girone di ritorno
| Arbitro: | Kevin Friend |

|  |           |                                       |
|  | Marcatori | 29’ Oscar 60’ Willian 66’ Diego Costa |

| Arbitro: | Anthony Taylor |

|                                    |           |                         |
| Azpilicueta 20’ McAuley 73’ (aut.) | Marcatori | 33’ Gardner 86’ McClean |

| Arbitro: | Mike Jones |

|                                           |           |                                              |
| Diego Costa 64’ Fàbregas 66’ Terry 90'+8’ | Marcatori | 50’ (aut.) Terry 56’ Mirallas 90’ Funes Mori |

| Arbitro: | Mark Clattenburg |

|  |           |                 |
|  | Marcatori | 23’ Diego Costa |

| Watford 3 febbraio 2016, ore 20.45 CET 24ª giornata | Watford   | 0 – 0 referto | Chelsea | Vicarage Road (20.910 spett.)\| Arbitro: \| Mike Dean \| |
| Arbitro:                                            | Mike Dean |               |         |                                                          |

| Arbitro: | Michael Oliver |

|                 |           |             |
| Diego Costa 90’ | Marcatori | 61’ Lingard |

| Arbitro: | Roger East |

|                                                     |           |              |
| Diego Costa 5’ Pedro 9’, 59’ Willian 17’ Traoré 83’ | Marcatori | 90’ Townsend |

| Arbitro: | Martin Atkinson |

|          |           |                           |
| Long 42’ | Marcatori | 75’ Fàbregas 89’ Ivanović |

| Arbitro: | Lee Mason |

|             |           |                           |
| Redmond 68’ | Marcatori | 1’ Kenedy 45’ Diego Costa |

| Arbitro: | Mark Clattenburg |

|            |           |           |
| Traoré 39’ | Marcatori | 85’ Diouf |

| Arbitro: | Michael Oliver |

|               |           |            |
| Benteke 90+1’ | Marcatori | 32’ Hazard |

| Arbitro: | Robert Madley |

|                          |           |                         |
| Fàbregas 45’, 89’ (rig.) | Marcatori | 17’ Lanzini 61’ Carroll |

| Arbitro: | Neil Swarbrick |

|  |           |                                                 |
|  | Marcatori | 26’ Loftus-Cheek 45’ (rig.) Pato 46’, 59’ Pedro |

| Arbitro: | Andre Marriner |

|                |           |  |
| Sigurðsson 25’ | Marcatori |  |

| Arbitro: | Mike Dean |

|  |           |                             |
|  | Marcatori | 33’, 54’, 80’ (rig.) Agüero |

| Arbitro: | Roger East |

|             |           |                                      |
| Elphick 36’ | Marcatori | 5’ Pedro 34’, 90’ Hazard 71’ Willian |

| Arbitro: | Mark Clattenburg |

|                       |           |                  |
| Cahill 58’ Hazard 83’ | Marcatori | 35’ Kane 44’ Son |

| Arbitro: | Mike Jones |

|                                 |           |                           |
| Khazri 41’ Borini 67’ Defoe 70’ | Marcatori | 14’ Diego Costa 45’ Matić |

| Arbitro: | Craig Pawson |

|                     |           |                |
| Fàbregas 66’ (rig.) | Marcatori | 82’ Drinkwater |

### FA Cup
| Arbitro: | Craig Pawson |

|                                  |           |  |
| Diego Costa 13’ Loftus-Cheek 69’ | Marcatori |  |

| Arbitro: | Jonathan Moss |

|            |           |                                                  |
| Potter 21’ | Marcatori | 16’, 32’, 44’ Oscar 54’ (rig.) Hazard 62’ Traoré |

| Arbitro: | Andre Marriner |

|                                                              |           |             |
| Diego Costa 35’ Willian 48’ Cahill 53’ Hazard 67’ Traoré 89’ | Marcatori | 37’ Faupala |

| Arbitro: | Michael Oliver |

|                 |           |  |
| Lukaku 78’, 82’ | Marcatori |  |

### Football League Cup
| Arbitro: | Lee Mason |

|                |           |                                             |
| O'Connor 45+1’ | Marcatori | 10’ Ramires 40’ Rémy 52’ Kenedy 90+1’ Pedro |

| Arbitro: | Kevin Friend |

|                                           |                      |                                 |
| Walters 52’                               | Marcatori            | 90+1’ Rémy                      |
| Adam Odemwingie Shaqiri Wilson Arnautović | Tiri di rigore 5 – 4 | Willian Oscar Rémy Zouma Hazard |

### UEFA Champions League

#### Fase a gironi
| Arbitro: | Felix Zwayer |

|                                                              |           |  |
| Willian 15’ Oscar 45'+4’ (rig.) Diego Costa 58’ Fàbregas 78’ | Marcatori |  |

| Arbitro: | Antonio Mateu Lahoz |

|                            |           |                |
| André André 39’ Maicon 52’ | Marcatori | 45'+2’ Willian |

| Kiev 20 ottobre 2015, ore 20:45 CEST 3ª giornata - Gruppo G | Dinamo Kiev   | 0 – 0 referto | Chelsea | Stadio Olimpico (60.291 spett.)\| Arbitro: \| Damir Skomina \| |
| Arbitro:                                                    | Damir Skomina |               |         |                                                                |

| Arbitro: | Pavel Královec |

|                                 |           |              |
| Dragović 34’ (aut.) Willian 83’ | Marcatori | 78’ Dragović |

| Arbitro: | Alberto Undiano Mallenco |

|  |           |                                               |
|  | Marcatori | 20’ Cahill 73’ Willian 77’ Oscar 90'+1’ Zouma |

| Arbitro: | Cüneyt Çakır |

|                                |           |  |
| Marcano 12’ (aut.) Willian 52’ | Marcatori |  |

#### Fase ad eliminazione diretta
| Arbitro: | Carlos Velasco Carballo |

|                            |           |                  |
| Ibrahimović 39’ Cavani 78’ | Marcatori | 45'+1’ Obi Mikel |

| Arbitro: | Felix Brych |

|                 |           |                            |
| Diego Costa 27’ | Marcatori | 16’ Rabiot 67’ Ibrahimović |

### FA Community Shield
| Arbitro: | Taylor |

|                        |           |  |
| Oxlade-Chamberlain 24’ | Marcatori |  |

## Statistiche

### Statistiche di squadra
Statistiche aggiornate al 15 maggio 2016 
| Competizione     | Punti | In casa | In casa | In casa | In casa | In casa | In casa | In trasferta | In trasferta | In trasferta | In trasferta | In trasferta | In trasferta | Totale | Totale | Totale | Totale | Totale | Totale | DR  |
| Competizione     | Punti | G       | V       | N       | P       | Gf      | Gs      | G            | V            | N            | P            | Gf           | Gs           | G      | V      | N      | P      | Gf     | Gs     | DR  |
| ---------------- | ----- | ------- | ------- | ------- | ------- | ------- | ------- | ------------ | ------------ | ------------ | ------------ | ------------ | ------------ | ------ | ------ | ------ | ------ | ------ | ------ | --- |
| Premier League   | 50    | 19      | 5       | 9       | 5       | 32      | 30      | 19           | 7            | 5            | 7            | 28           | 23           | 38     | 12     | 14     | 12     | 59     | 53     | +6  |
| FA Cup           | -     | 2       | 2       | 0       | 0       | 7       | 1       | 2            | 1            | 0            | 1            | 5            | 3            | 4      | 3      | 0      | 1      | 12     | 4      | +8  |
| League Cup       | -     | 0       | 0       | 0       | 0       | 0       | 0       | 2            | 1            | 1            | 0            | 5            | 2            | 2      | 1      | 1      | 0      | 5      | 2      | +3  |
| Champions League | 13    | 4       | 3       | 0       | 1       | 9       | 3       | 4            | 1            | 1            | 2            | 6            | 4            | 8      | 4      | 1      | 3      | 15     | 7      | +8  |
| Community Shield | -     | -       | -       | -       | -       | -       | -       | -            | -            | -            | -            | -            | -            | 1      | 0      | 0      | 1      | 0      | 1      | -1  |
| Totale           | 63    | 25      | 10      | 9       | 6       | 48      | 34      | 27           | 10           | 7            | 10           | 43           | 32           | 53     | 20     | 16     | 17     | 91     | 67     | +24 |

### Andamento in campionato
| Giornata  | 1  | 2  | 3  | 4  | 5  | 6  | 7  | 8  | 9  | 10 | 11 | 12 | 13 | 14 | 15 | 16 | 17 | 18 | 19 | 20 | 21 | 22 | 23 | 24 | 25 | 26 | 27 | 28 | 29 | 30 | 31 | 32 | 33 | 34 | 35 | 36 | 37 | 38 |
| --------- | -- | -- | -- | -- | -- | -- | -- | -- | -- | -- | -- | -- | -- | -- | -- | -- | -- | -- | -- | -- | -- | -- | -- | -- | -- | -- | -- | -- | -- | -- | -- | -- | -- | -- | -- | -- | -- | -- |
| Luogo     | C  | T  | T  | C  | T  | C  | T  | C  | C  | T  | C  | T  | C  | T  | C  | T  | C  | C  | T  | T  | C  | C  | T  | T  | C  | C  | T  | T  | C  | T  | C  | T  | T  | C  | T  | C  | T  | C  |
| Risultato | N  | P  | V  | P  | P  | V  | N  | P  | V  | P  | P  | P  | V  | N  | P  | P  | V  | N  | N  | V  | N  | N  | V  | N  | N  | V  | V  | V  | N  | N  | N  | V  | P  | P  | V  | N  | P  | N  |
| Posizione | 10 | 17 | 10 | 13 | 16 | 15 | 15 | 16 | 12 | 15 | 15 | 16 | 15 | 14 | 14 | 16 | 15 | 15 | 14 | 14 | 14 | 14 | 13 | 13 | 13 | 12 | 11 | 10 | 10 | 10 | 10 | 10 | 10 | 10 | 9  | 9  | 9  | 10 |

Fonte:  Premier League – Classifiche, su sport.sky.it, sport.sky.it (archiviato dall'url originale il 5 gennaio 2016).
Legenda:

Luogo: C = Casa; T = Trasferta. Risultato: V = Vittoria; N = Pareggio; P = Sconfitta.

### Statistiche dei giocatori
In corsivo i giocatori che hanno lasciato la squadra a stagione già iniziata.
| Giocatore        | Premier League | Premier League | Premier League | Premier League | League Cup | League Cup | League Cup  | League Cup | Champions League | Champions League | Champions League | Champions League | Altro    | Altro | Altro       | Altro      | Totale   | Totale | Totale      | Totale     |
| Giocatore        | Presenze       | Reti           | Ammonizioni    | Espulsioni     | Presenze   | Reti       | Ammonizioni | Espulsioni | Presenze         | Reti             | Ammonizioni      | Espulsioni       | Presenze | Reti  | Ammonizioni | Espulsioni | Presenze | Reti   | Ammonizioni | Espulsioni |
| ---------------- | -------------- | -------------- | -------------- | -------------- | ---------- | ---------- | ----------- | ---------- | ---------------- | ---------------- | ---------------- | ---------------- | -------- | ----- | ----------- | ---------- | -------- | ------ | ----------- | ---------- |
| T. Abraham       | 2              | 0              | 0              | 0              | 0          | 0          | 0           | 0          | 0                | 0                | 0                | 0                | 0        | 0     | 0           | 0          | 2        | 0      | 0           | 0          |
| N. Aké           | 0              | 0              | 0              | 0              | 0          | 0          | 0           | 0          | 0                | 0                | 0                | 0                | 0        | 0     | 0           | 0          | 0        | 0      | 0           | 0          |
| M. Amelia        | 0              | -0             | 0              | 0              | 0          | -0         | 0           | 0          | 0                | -0               | 0                | 0                | 0        | -0    | 0           | 0          | 0        | -0     | 0           | 0          |
| C. Azpilicueta   | 37             | 2              | 7              | 0              | 0          | 0          | 0           | 0          | 8                | 0                | 1                | 0                | 4        | 0     | 1           | 0          | 49       | 2      | 9           | 0          |
| A.R. Baba        | 15             | 0              | 1              | 0              | 2          | 0          | 1           | 0          | 4                | 0                | 0                | 0                | 2        | 0     | 0           | 0          | 23       | 0      | 2           | 0          |
| A. Begović       | 17             | -24            | 0              | 0              | 2          | -2         | 0           | 0          | 5                | -3               | 0                | 0                | 1        | -0    | 0           | 0          | 25       | -29    | 0           | 0          |
| J. Blackman      | 0              | -0             | 0              | 0              | 0          | -0         | 0           | 0          | 0                | -0               | 0                | 0                | 0        | -0    | 0           | 0          | 0        | -0     | 0           | 0          |
| G. Cahill        | 23             | 2              | 2              | 0              | 2          | 0          | 0           | 0          | 7                | 1                | 1                | 0                | 5        | 1     | 0           | 0          | 37       | 4      | 3           | 0          |
| J. Clarke-Salter | 1              | 0              | 0              | 0              | 0          | 0          | 0           | 0          | 0                | 0                | 0                | 0                | 0        | 0     | 0           | 0          | 1        | 0      | 0           | 0          |
| D. Costa         | 28             | 12             | 8              | 0              | 1          | 0          | 0           | 0          | 8                | 2                | 1                | 0                | 4        | 2     | 1           | 1          | 41       | 16     | 10          | 1          |
| T. Courtois      | 23             | -29            | 1              | 2              | 0          | -0         | 0           | 0          | 3                | -4               | 0                | 0                | 4        | -5    | 0           | 0          | 30       | -38    | 1           | 2          |
| J. Cuadrado      | 1              | 0              | 0              | 0              | 0          | 0          | 0           | 0          | 0                | 0                | 0                | 0                | 0        | 0     | 0           | 0          | 1        | 0      | 0           | 0          |
| P. Djilobodji    | 0              | 0              | 0              | 0              | 1          | 0          | 0           | 0          | 0                | 0                | 0                | 0                | 0        | 0     | 0           | 0          | 1        | 0      | 0           | 0          |
| C. Fàbregas      | 37             | 5              | 5              | 0              | 0          | 0          | 0           | 0          | 7                | 1                | 2                | 0                | 5        | 0     | 1           | 0          | 49       | 6      | 8           | 0          |
| R. Falcao        | 10             | 1              | 1              | 0              | 1          | 0          | 0           | 0          | 0                | 0                | 0                | 0                | 1        | 0     | 0           | 0          | 12       | 1      | 1           | 0          |
| E. Hazard        | 31             | 4              | 2              | 0              | 1          | 0          | 0           | 0          | 8                | 0                | 0                | 0                | 3        | 2     | 0           | 0          | 43       | 6      | 2           | 0          |
| B. Ivanović      | 33             | 2              | 5              | 0              | 1          | 0          | 0           | 0          | 4                | 0                | 2                | 0                | 5        | 0     | 1           | 0          | 43       | 2      | 8           | 0          |
| Kenedy           | 14             | 1              | 0              | 0              | 2          | 1          | 0           | 0          | 2                | 0                | 0                | 0                | 2        | 0     | 0           | 0          | 20       | 2      | 0           | 0          |
| R. Loftus-Cheek  | 13             | 1              | 0              | 0              | 1          | 0          | 0           | 0          | 1                | 0                | 1                | 0                | 2        | 1     | 0           | 0          | 17       | 2      | 1           | 0          |
| N. Matic         | 33             | 2              | 3              | 1              | 1          | 0          | 0           | 0          | 5                | 0                | 3                | 0                | 4        | 0     | 0           | 0          | 43       | 2      | 6           | 1          |
| M. Miazga        | 2              | 0              | 1              | 0              | 0          | 0          | 0           | 0          | 0                | 0                | 0                | 0                | 0        | 0     | 0           | 0          | 2        | 0      | 1           | 0          |
| J.O. Mikel       | 25             | 0              | 6              | 0              | 2          | 0          | 1           | 0          | 4                | 1                | 2                | 0                | 2        | 0     | 0           | 0          | 33       | 1      | 9           | 0          |
| V. Moses         | 0              | 0              | 0              | 0              | 0          | 0          | 0           | 0          | 0                | 0                | 0                | 0                | 1        | 0     | 0           | 0          | 1        | 0      | 0           | 0          |
| Oscar            | 27             | 3              | 4              | 0              | 1          | 0          | 0           | 0          | 7                | 2                | 0                | 0                | 5        | 3     | 0           | 0          | 40       | 8      | 4           | 0          |
| A. Pato          | 2              | 1              | 0              | 0              | 0          | 0          | 0           | 0          | 0                | 0                | 0                | 0                | 0        | 0     | 0           | 0          | 2        | 1      | 0           | 0          |
| Pedro            | 29             | 7              | 3              | 0              | 1          | 1          | 0           | 0          | 6                | 0                | 1                | 0                | 4        | 0     | 0           | 0          | 40       | 8      | 4           | 0          |
| Ramires          | 12             | 2              | 1              | 0              | 2          | 1          | 0           | 0          | 5                | 0                | 0                | 0                | 2        | 0     | 0           | 0          | 21       | 3      | 1           | 0          |
| L. Rémy          | 13             | 1              | 0              | 0              | 2          | 2          | 0           | 0          | 3                | 0                | 0                | 0                | 2        | 0     | 0           | 0          | 20       | 3      | 0           | 0          |
| J. Terry         | 24             | 1              | 2              | 2              | 2          | 0          | 1           | 0          | 4                | 0                | 0                | 0                | 3        | 0     | 1           | 0          | 33       | 1      | 4           | 2          |
| F. Tomori        | 1              | 0              | 0              | 0              | 0          | 0          | 0           | 0          | 0                | 0                | 0                | 0                | 0        | 0     | 0           | 0          | 1        | 0      | 0           | 0          |
| B. Traoré        | 10             | 2              | 0              | 0              | 1          | 0          | 0           | 0          | 2                | 0                | 0                | 0                | 3        | 2     | 0           | 0          | 16       | 4      | 0           | 0          |
| Willian          | 35             | 5              | 5              | 0              | 1          | 0          | 0           | 0          | 8                | 5                | 0                | 0                | 5        | 1     | 0           | 0          | 49       | 11     | 5           | 0          |
| K. Zouma         | 23             | 1              | 0              | 0              | 1          | 0          | 0           | 0          | 6                | 1                | 1                | 0                | 2        | 0     | 0           | 0          | 32       | 2      | 1           | 0          |